# 九大簋
所謂九大簋，意味著筵席極為豐富，須用九個大簋裝放菜餚食物，簋即古代放置食物的器皿，其形狀或方或圓，材質則有木製、竹製、陶製和銅製之分;它本來是古代王室貴族的食器或禮器，後來逐漸流傳到民間，古時祭祀，便常言「二簋」，「四簋」及「八簋」，全是用雙數，因古代禮制以鼎簋相配為最高級別禮器，天子用九鼎八簋、諸侯用七鼎六簋、卿大夫用五鼎四簋、士用三鼎二簋，因此簋是雙數鼎是單數，而今，粵地之穗、港、澳一帶，仍留此古風。
盛宴之所以叫「九大簋」，其原因是，因為代表多數，加個大字，便含有極為豐盛及隆重之意;且「九大」即風、雲、雷、雨、海、火、水、地、天，是「造物之初」的「相爭」之物，乃萬物之最，有其獨特意涵。
據近年來廣東省佛山市三水區西南街道江根村柏木塱一座東漢古墓－竹絲崗漢墓的出土文物來看，其「簋」是可裝五至六斤米飯的大容器，如果按今天人們的食量，裝滿九大簋，可供百人享用。

## 九大簋的種類
民國前後，最常見的「九大簋」有如下四種：
喜酌：為迎親正日舉辦之筵席，每桌菜餚為九式(碗)，號稱「喜酌九大簋」。
暖堂酌：是新婚夫婦交杯之宴，人稱「高頭五樹四如意」，通稱「暖堂九大簋」。
開燈酒：又名「開燈宴」，是生子後第二年掛燈之喜宴，每席菜餚九碗，也稱「開燈九大簋」。
壽酌：乃慶賀壽誕之宴。「九」與「久」同音，取其「長長久久」之吉兆，每席菜餚亦有九品，謂之「壽酌九大簋」。

## 九大簋的改良與演進
這種傳統禮俗，廣東人一直保留下來，只是因時代變遷而有所改易。像一九八六年十月十八日，英國女王伊麗莎白二世訪粵，廣東省政府在白天鵝賓館舉行盛宴款待。此筵席為「四菜一湯一點心」，連同飯、甜品、水果共計九個款式。四道大菜依序為「雙龍戲珠」，「乳燕入竹林」，「錦繡石斑魚」，及「金皮乳豬」，接著上湯菜「鳳凰八寶鼎」，然後是點心「月映仙兔」，飯用的是「清香荷葉飯」，飯後甜品為「林萬壽果」，最後上的水果是「一帆風順」(用新鮮的哈密瓜雕成船體和風帆，內盛水果粒，寓如意吉祥之意)。